# Сисс, Пате
Пате́ Исмаэ́ль Сисс (фр. Pathé Ismaël Ciss; род. 16 марта 1994, Дакар) — сенегальский футболист, полузащитник клуба «Райо Вальекано» и сборной Сенегала. Участник чемпионата мира 2022 года.

## Клубная карьера
Сисс — воспитанник клуба «Диамбарас». В 2014 году он дебютировал в чемпионате Сенегала. В 2017 году Пате подписал контракт с португальским «Униан Мадейра». 13 августа в матче против «Реала» он дебютировал в Сегунда лиге. 29 октября в поединке против «Оливейренсе» Пате забил свой первый гол за «Униан Мадейра».
Летом 2018 года Сисс был арендован «Фамаликаном». В матче против «Академику де Визеу» он дебютировал за новый клуб. В этом же поединке Пате забил свой первый гол за «Фамаликан».
Летом 2019 года Сисс на правах аренды перешёл в испанский «Фуэнлабрада». 15 сентября в матче против «Луго» он дебютировал в Сегунде. 14 января 2020 года в поединке против «Альбасете» Пате забил свой первый гол за «Фуэнлабрада». По окончании аренды клуб выкупил трансфер игрока. Летом 2021 года Сисс подписал контракт на 4 года с «Райо Вальекано». 15 августа в матче против «Севильи» он дебютировал в Ла Лиге. 18 сентября в поединке против «Хетафе» Пате забил свой первый гол за «Райо Вальекано».

## Международная карьера
24 сентября 2022 года в товарищеском матче против сборной Боливии Сисс дебютировал за сборную Сенегала.